# Popularité de liens
Vous pouvez aider à l'améliorer ou bien discuter des problèmes sur sa page de discussion.
- Il peut contenir un travail inédit ou des déclarations non vérifiées. Vous pouvez l’améliorer en ajoutant des références. (Marqué depuis février 2025)

Vous pouvez aider à l'améliorer ou bien discuter des problèmes sur sa page de discussion.
- Son admissibilité est à vérifier. Motif : À fusionner avec Netlinking ? ;. Vous êtes invité à le compléter pour expliciter son admissibilité, en y apportant des sources secondaires de qualité. (Marqué depuis février 2025)
- Il ne cite pas suffisamment ses sources. Vous pouvez indiquer les passages à sourcer avec {{référence nécessaire}} ou {{Référence souhaitée}}, et inclure les références utiles en les liant aux notes de bas de page. (Marqué depuis février 2025)
- Il n’est pas rédigé dans un style encyclopédique. (Marqué depuis février 2025)

- Archive Wikiwix
- Bing
- Cairn
- DuckDuckGo
- E. Universalis
- Gallica
- Google
- G. Books
- G. News
- G. Scholar
- Persée
- Qwant
- (zh) Baidu
- (ru) Yandex
- (wd) trouver des œuvres sur Wikidata

La popularité de liens est le nombre de pages web qui sont liées à un site web. Elle est devenue un facteur critique pour amener du trafic sur un site internet. Les nouveaux sites et les sites à faible popularité de liens sont lésés et ont souvent du mal à attirer de nouveaux internautes.

## État des lieux sur la popularité de liens

### Les moteurs de recherche n'aiment pas les sites impopulaires
Bien que rarement et clairement indiqué dans leurs FAQ, les moteurs de recherche n'aiment pas et ne font pas confiance aux sites impopulaires.
Cela peut paraître excessif, mais cela prend tout son sens quand vous comprenez le schéma des perspectives des moteurs de recherche. Les moteurs de recherche évaluent des millions de pages web et les montrent par ordre d'importance. Dans le passé, les moteurs de recherche ont joué au chat et à la souris avec des milliers de webmestres qui cherchaient à les abuser. Étant donné l'importance du positionnement dans les Pages de résultats d'un moteur de recherche, certains webmestres créaient des milliers de pages générées par ordinateur, espérant duper les moteurs de recherche dans la course à l'assignation d'un bon positionnement. Visuellement inacceptables pour un internaute, elles permettaient toutefois d'obtenir de bons positionnements dans les moteurs de recherche, qui ne sont que des robots (en anglais, « spiders »). Cela s'est produit de plus en plus, jusqu'au jour où les moteurs de recherche ont mis en place les 'junk' listes.
À ce moment, les moteurs de recherche ont découvert que la popularité de liens était une manière efficace pour évincer les sites frauduleux et une bonne manière de juger un site. Il est extrêmement difficile de manipuler la popularité des liens (un webmestre devrait commander des dizaines ou des centaines de sites situés sur différents serveurs). Les moteurs de recherche ont également trouvé que juger un site par rapport au site qui lui est lié est l'une des meilleures indications de la qualité d'un site. Après tout, bien peu de webmestres prennent l'habitude de véritablement savoir si les sites qui sont liés aux leurs sont de qualité ou non. C'est la recherche de l'utilité qui les anime : "plus j'ai de liens qui pointent vers mon site, mieux c'est". Cela est effectivement vrai en partie, mais ne prend sa pleine valeur que si ces nombreux sites sont de qualité. Si ce sont des fermes de liens (FFA), vous n'aurez rien gagné. Mieux vaut avoir peu de liens mais de qualité (des sites faisant autorité, en rapport avec le thème du vôtre), qu'une quantité astronomique de liens qui, finalement, ne vous apportent pas ou très peu de trafic et surtout peuvent porter préjudice à votre site.

### Combien dois-je avoir de liens?
Une fois que les propriétaires de sites se rendent compte de l'importance de la popularité de liens, la première question qu'ils se posent en général est « combien dois-je avoir de liens ? ». La réponse est frustrante : « cela dépend ».
Tous les sites ont besoin d'une quantité de base de liens comme point de départ. Cela empêche ainsi que les moteurs de recherche traitent votre site comme "site orphelin" (qui n'est pas lié) et améliore les chances que le moteur de recherche trouve les pages de votre site pour les ajouter dans son index. Certains sites n'ont besoin que de 10 ou 20 bons backlinks pour être bien positionnés. D'autres, notamment dans des activités fortement concurrentielles, en ont besoin de centaines voire des milliers.
La meilleure manière de le savoir est de lancer un rapport de popularité de liens sur votre site et sur les sites de vos concurrents. Si votre concurrence est mieux positionnée et possède beaucoup plus de liens entrants, vous devriez probablement songer à augmenter votre popularité de liens.

### L'augmentation de la popularité de liens
Il existe plusieurs façons très efficaces d'augmenter votre popularité de liens. L'utilisation appropriée des rapports de popularité de liens peut vous fournir l'information nécessaire à l'évaluation de votre situation et agir en conséquence. Ces rapports de popularité de liens peuvent également vous montrer exactement d'où provient le trafic de vos concurrents et vous donner des centaines ou des milliers de sites qui pourraient être liés au vôtre, puisqu'ils sont liés à votre concurrence.

## Comment améliorer la popularité de liens
Cette partie décrit une technique simple que vous pouvez utiliser pour augmenter votre popularité de liens, en lançant des rapports de popularité de liens sur vos concurrents. Cette technique vous montre d'où provient le trafic des sites de vos concurrents et vous permet de trouver rapidement les meilleurs sites à approcher pour solliciter un partenariat sous forme de liens. Dans beaucoup de cas, elle indiquera également les astuces marketing employées par votre concurrence : les sites qu'elle sponsorise, les sites où elle achète des emplacements publicitaires, et même ses meilleurs sites partenaires (partenaire).

### Localiser les sites qualifiés
Apprendre à trouver les bons sites internet à approcher est essentiel pour augmenter votre popularité de liens. L'approche des mauvais sites peut rapidement saboter vos efforts. En revanche, sélectionner des sites de qualité peut aider à paver le chemin vers l'augmentation rapide et efficace de votre popularité de liens.
Cela peut se révéler difficile et long pour trouver ces perles rares. Tout d'abord, vous devez trouver des sites qui sont en rapport avec le vôtre. Ce sont des sites dont le contenu est lié au vôtre ou dont les visiteurs sont susceptibles d'être intéressés par votre activité. Pour ces derniers, beaucoup ne voudront pas se lier à des sites externes. D'autres pourront penser que votre site n'est pas approprié au leur. Toutes ces recherches peuvent prendre un temps fou. Il existe un meilleur moyen.

### Lancer des rapports de popularité de liens sur les sites de vos concurrents
Comment pourriez-vous obtenir une liste des sites appropriés s'étant déjà liés à des sites semblables au vôtre, cette liste magique étant celle des sites liés à ceux de vos concurrents ?

Prenons un exemple. Le webmestre d'un site de pizzas veut se lancer dans une campagne de promotion de liens. Il pourrait passer des jours et des nuits entières à essayer d'identifier les sites qui seraient intéressés pour se lier au sien. Ou alors, il pourrait lancer un rapport de popularité de liens sur l'un de ses concurrents (Domino's Pizzas par exemple) et trouver des milliers de sites qui sont en rapport avec la "pizza" d'une manière quelconque parce qu'ils sont déjà liés à cette société d'envergure nationale.

### Pourquoi cela fonctionne
La liste des sites liés à ceux de vos concurrents est extrêmement ciblée. Pour chacun de ces sites, il y a de fortes probabilités qu'ils soient appropriés au vôtre et qu'ils soient disposés à se lier à vous.
Avec ce rapport à disposition, vous pouvez rapidement visiter chacun de ces sites (pour en vérifier la qualité et s'ils sont réellement appropriés), puis solliciter une demande d'inclusion de votre lien à leurs webmestres. Dans la plupart des cas, vous devrez écrire un message personnalisé et mentionner que vous avez noté qu'ils se liaient également à d'autres sites dans votre domaine d'activité. Cette approche fortement sélective et personnalisée est l'une des meilleures manières d'augmenter la popularité de liens de votre site.

### Pourquoi entrer en contact avec les bons sites est-il vital?
- Approcher les bons types de sites améliorera considérablement votre taux de réponse pour votre demande de lien. Les webmestres qui ont un intérêt pour votre activité seront beaucoup plus intéressés par votre sollicitation. La majorité de ce type de messages qui sont ignorés ou supprimés le sont parce que les sites ont mal été identifiés. En choisissant seulement les pages spécifiques qui contiennent déjà des liens semblables au vôtre, vous augmenterez considérablement les chances que votre message soit ouvert et lu.
- Les sites en relation avec votre activité sont plus susceptibles de se lier à vous. Optimiser votre sélection de sites est la meilleure façon d'augmenter votre nombre de backlinks. Si vous menez cette action correctement, votre approche des sites se conclura par une relation gagnant-gagnant pour vous et pour chacun d'eux. Ces webmestres seront plus enclins à se lier à vous et dans beaucoup de cas, vous remercieront d'avoir pris le temps de les contacter.
- Une fois liés à vous, les visiteurs qu'ils vous enverront seront des internautes qualifiés, intéressés par votre contenu, puisqu'ils viennent de sites appropriés. Ils peuvent même vous créer des opportunités d'affaires puisque vous avez été "recommandé" par des sites de confiance. Selon le site qui vous recommande et la description du lien, vous pourrez constater que ce type particulier de visiteurs est beaucoup plus profitable que votre visiteur moyen.
- L'augmentation du nombre de liens appropriés à votre site peut considérablement augmenter votre positionnement dans les moteurs de recherche. Les 3 grands (Google, Yahoo! et MSN) récompensent les sites qui ont une popularité de liens élevée. Cependant, obtenir des liens depuis des fermes de liens, ou des annuaires comme il en fleurit tous les jours, n'améliorera pas votre positionnement. La pertinence des sites liés à vous est extrêmement importante. En vous concentrant exclusivement sur le fait d'obtenir des liens depuis des sites appropriés, vous gagnerez un avantage énorme par rapport aux sites qui adoptent une approche plus dispersée et moins efficace.

### Ayez une longueur d'avance sur vos concurrents
En analysant quels sites sont liés à votre concurrence, vous pouvez également déterminer :
- s'ils sont actuellement engagés dans une campagne de promotion de lien
- s'ils achètent des emplacements publicitaires sur des sites spécialisés et sur quels sites
- s'ils ont soumis leur site sur des annuaires en rapport avec votre activité
- quels sont leurs partenaires
- si leurs clients se sont déjà plaints de vos concurrents.

Utilisez ces informations pour gagner en pertinence face à vos concurrents et pour vous donner de nouvelles idées afin d'augmenter vos propres efforts en marketing internet (webmarketing).